# 警視庁立川警察署警察官女性射殺事件
警視庁立川警察署警察官女性射殺事件（けいしちょうたちかわけいさつしょけいさつかんじょせいしゃさつじけん）は2007年（平成19年）8月20日に東京都国分寺市で発生した殺人事件。
現職の警察官が交番勤務中に行方不明となったのち、貸与された拳銃を使い無抵抗の女性に対し発砲し射殺、被疑者自身も拳銃で自殺したことから全国に衝撃を与え、また当時の矢代隆義警視総監（第86代）に対し国家公安委員会から戒告の懲戒処分を発令され辞職するなど大きな警察不祥事となった。

## 事件発覚まで
警視庁立川警察署（以後 立川署）地域課地域第2係に勤務する巡査長A（以後A）は平成19年8月20日午後3時30分頃、同僚署員1名とともに、同署管轄の富士見台交番で翌日午前9時30分までの勤務についた。8月20日午後9時30分頃、交番に来訪者があり「ホームレスのような男がコインランドリー内で寝込んでいる」と申告。Aはこの申告に対処したのちパトロールを行う旨告げたのち、交番配備の巡回用バイク（黒バイ）で交番から出動した。しかし10分後の午後9時40分頃、Aから警察無線で現着したとの報告があったのち連絡が取れなくなり所在不明となった。交番の同僚は、Aが所持する公用、私用双方の携帯電話に対し連絡を行い「交番にもどれ」「現在地を報告せよ」と再三促したが応答がなかったため翌21日午前5時30分「警察官1名が所在不明」と立川署本署に報告。立川署は警視庁本部に対し報告した。
立川署は引き続き、警察無線で呼び掛け続けると同時に職員ロッカーを捜索。Aの私服ズボン内に入っていた定期入れの中にあった飲食店勤務の30代女性B（以後B）の名刺を発見。隣接する警視庁小金井警察署管内、東京都国分寺市東元町2のアパート女性宅に捜査員が向かったところ、あおむけで倒れ死亡しているA、Bの遺体を発見した。

## 捜査
B宅に来訪した捜査員は、Bの胸部及び腹部に銃創を確認。またAの左側胸部にも銃創、傍らに警視庁から貸与された拳銃1丁（回転式5発）が落ちていたこと、さらに近隣住民が前日午後10時過ぎ「パン、パン」という花火のような音を聞いていたことから「Aが拳銃を使い女性を射殺したのち自殺したストーカー殺人事件」であると断定。連絡を受けた警視庁本部は刑事部長の命令により、立川署に刑事部捜査第1課を派遣。立川署に捜査本部を設置した。
捜査の過程で被害者であるBはAから過剰な好意をもたれ付きまとい等のストーカー行為の被害に遭っていたことが判明した。もともとAはBの勤務していた飲食店に事件の3年前に同僚に連れられて来訪しBが働き始めたころには同店の常連となっていた。しかし店側は「Bより以前に勤務していた別の女性に対しストーカー行為を行っていて従業員たちから嫌われていた」と証言した。BはAから「1日何十件も着信」「家の前に24時間張っていたりする」「旅行帰りに空港で待ち伏せされた」など執拗な行為に悩んでおり、両親、店の同僚、当時の交際相手、など様々な人間に対して被害相談を行っていた。相談を受けた者たちはまず勤め先である飲食店を辞めるよう提案。女性も前向きに検討していた。

## 警察の不手際
この事件では被疑者である巡査長Aだけではなく当時の警察、とりわけ被疑者の所属先である立川署の杜撰な体制が明るみとなった。
- 巡査長Aが前述の苦情の申出を受け富士見台交番から出動しそのまま行方不明になったにもかかわらず、同僚は携帯にメールを打ったのみで立川署本署に「勤務者1名が所在不明」と報告したのは把握してから8時間以上も経過してからの事であった。
- その間、立川署地域課の管理職が交番に数回巡視に来ていたにもかかわらず同僚は報告を怠りまた管理職も巡査長Aがいないことに気付かなかった。
- 警察車両を使い管轄外までドライブを行う、管理職に無断で勤務シフトを変えるなど交番で数多くの内規違反が発覚した。
- 警視庁が勤務中の私用携帯所持を禁じていたにもかかわらず被疑者はこれを破り、被害者に勤務中も執拗に連絡を取っていた。

### 処分
一連の捜査が終了したのち、国家公安委員会および警視庁は本件に関係する幹部に10名に対し下記のように懲戒処分を発令した。
- 矢代隆義警視総監：国家公安委員会より戒告の懲戒処分 → 引責辞任
- 警視庁立川警察署長 （警視正）：警視庁より減給10/100 3カ月の懲戒処分 → 引責辞任
- 同署副署長（警視）ほか1名：警視総監より訓戒処分
- 同署地域課長（警部）：警視庁より減給10/100 1カ月の懲戒処分
- 同署地域課係長（警部補）（巡査長Aの直属上司）ほか5名：警視庁より減給20/100 3カ月の懲戒処分